# David Gilmour (альбом)
David Gilmour (укр. «Девід Гілмор») — перший сольний альбом англійського музиканта Девіда Гілмора, соло-гітариста рок-групи Pink Floyd, випущений 25 травня 1978 року у Великій Британії під лейблом Harvest Records і 17 червня у США того ж року під лейблом Columbia Records. Альбом досяг 17 позиції в хіт-парадах Великої Британії і посів 29 позицію у Billboard, отримавши статус золотого в США за версією RIAA. Альбом був спродюсований Девідом Гілмором, і складається в основному з блюзових, гітарних рок-пісень і балад з застосуванням фортепіано.

## Історія
Альбом записувався на студії «Super Bear Studios» у Франції в період з грудня 1977 року і до початку січня 1978 року звукорежисером Джоном Етчеллсом і остаточно завершена у березні під керівництвом Ніка Гріффітса.

## Список композицій
Всі пісні написані Девідом Гілмором, крім зазначеного в дужках.
Сторона перша
1. «Mihalis» — 5:46
2. «There's No Way Out of Here» (Кен Бейкер) — 5:08
3. «Cry from the Street» (Девід Гілмор/Electra Stuart) — 5:13
4. «So Far Away» — 6:04

Сторона друга
1. «Short and Sweet» (Девід Гілмор/Рой Харпер) — 5:30
2. «Raise My Rent» — 5:33
3. «No Way» — 5:32
4. «It's Deafinitely» — 4:27
5. «I Can't Breathe Anymore» — 3:04

## Персонал
- Девід Гілмор — електрична гітара і акустична гітара, вокал, клавішні, леп-стил-гітара («No Way» i «I Can't Breathe Anymore»), фортепіано («So Far Away»), гармоніка («There's No Way Out of Here»), продюсер, дизайн обкладинки.
- Рік Уіллс — бас-гітара, бек-вокал
- Віллі Вілсон — барабани, перкусія
- Мік Вівер — фортепіано («So Far Away»)
- Карлена Вільямс — бек-вокал («There's No Way Out of Here» і «So Far Away»)
- Деббі Досс — бек-вокал на («There's No Way Out of Here» і «So Far Away»)
- Hipgnosis — дизайн обкладинки, фотографія
- Сенгвук Нем — ремастеринг 2006 року
- Даг Сакс — ремастеринг 2006 року

## Чарти
| Чарти                                            | Позиція |
| ------------------------------------------------ | ------- |
| Нова Зеландія (Official New Zealand Music Chart) | 22      |
| Швеція (Sverigetopplistan)                       | 21      |
| Велика Британія (The Official Charts Company)    | 17      |
| США (Billboard 200)                              | 29      |